# 国分寺消防署

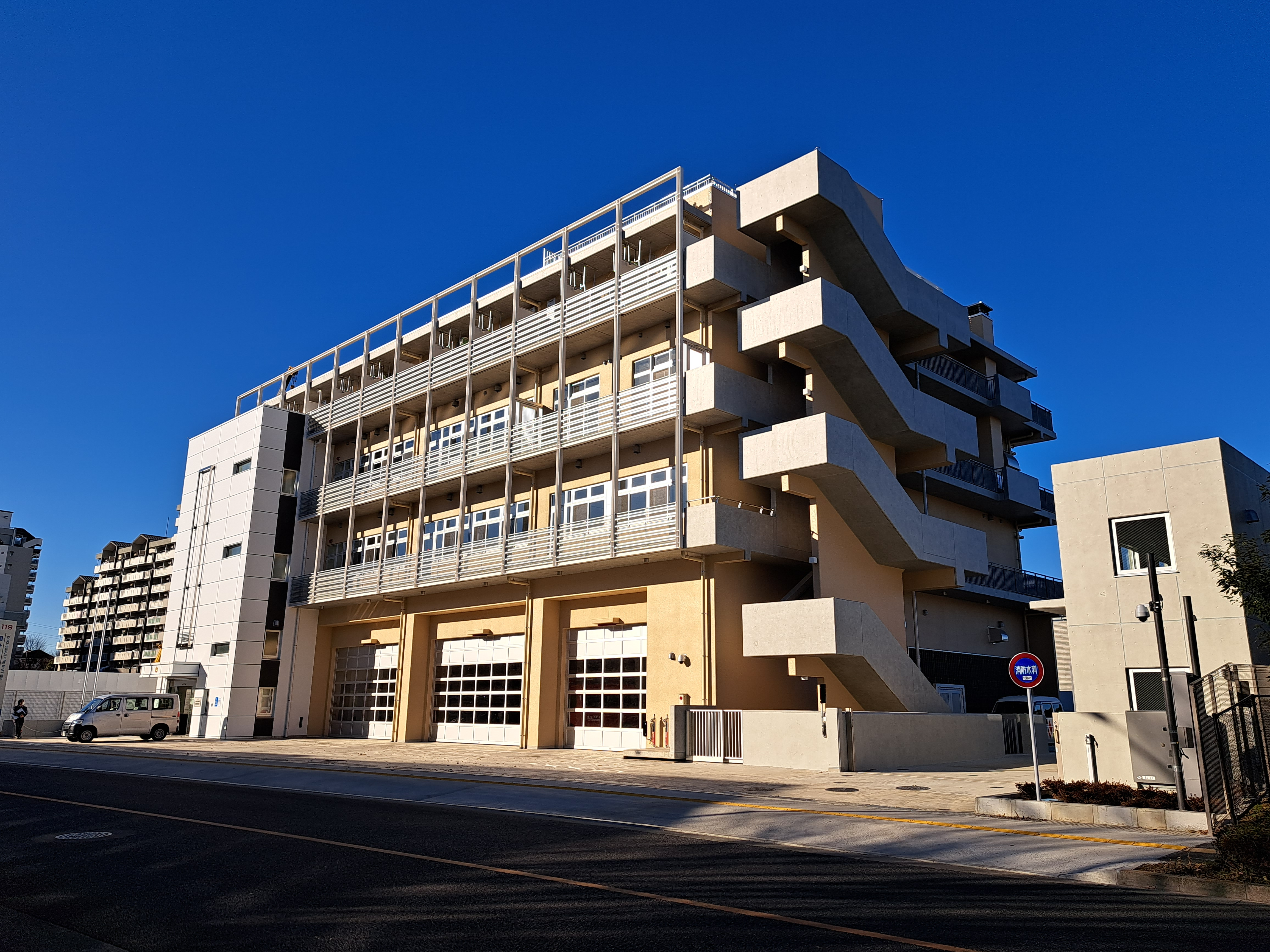
国分寺消防署

国分寺消防署(こくぶんじしょうぼうしょ）は、東京都国分寺市にある東京消防庁第八消防方面本部に所属する消防署。

## 概要
国分寺市全域を管轄する消防署である。以前は「北多摩中央消防署」という名称であったが、小金井消防署と小平消防署が分離独立し、本署も国分寺消防署と改称した。

### 沿革
- 1948年3月7日 - 消防組織法の施行にともない北多摩郡国分寺町、小金井町、小平町の3町合同で「北多摩中央消防組合消防本部」を設置し、北多摩消防署は同消防組合本部の管轄となる。同日、小金井出張所と小平出張所を開所。
- 1951年4月1日 - 小金井町が市制施行し小金井市になったことで3市町合同による消防組合となる。
- 1960年3月31日 - 翌日の消防事務委託に伴い北多摩中央消防組合消防本部を解散。
- 1960年4月1日 - 東京消防庁に消防事務を委託し、東京消防庁北多摩中央消防署となる
- 1967年 - 緑町出張所が設置される。
- 1978年11月 - 小平出張所が小平消防署に昇格し分離独立。同時に北多摩中央消防署から国分寺消防署に改称。
- 1998年 - 小金井出張所が小金井消防署に昇格し分離独立。
- 2023年（令和5年）2月16日 -  国分寺市泉町２丁目２（都立武蔵国分寺公園西側）へ移転[1]。

### 所在地
- 東京都国分寺市泉町２丁目２番３号

## 出張所
- 戸倉出張所

国分寺市新町1丁目14−8
- 西元出張所

国分寺市西元町1丁目13−31
国分寺市本多１丁目７-15（現本署庁舎）へ移転新築予定。